# Манол Алаинов
Манол (Ноле) Киряков Алаинов (Алайнов)  е български революционер, деец на Вътрешната македоно-одринска революционна организация.

## Биография
Алаинов е роден в 1868 година в костурското село Българска Блаца. Работи като гурбетчия в Цариград. Влиза във ВМОРО и при засилването на революционната подготовка в 1902 година се връща в родния си край. Участва в Илинденско-Преображенското въстание под войводството на Иван Попов, Васил Чекаларов и Манол Розов. Взима участие в превземането на Клисура и това на Невеска, в сражението при Вишени, това при Биглища, и в това за Кайнак. След потушаването на въстанието, се легализира. В 1906 година отново заминава за Цариград. След Балканските войни емигрира в Свободна България.
На 1 април 1943 година, като жител на Пловдив, подава молба за българска народна пенсия, която е одобрена и пенсията е отпусната от Министерския съвет на Царство България.